# تله‌نور صربستان
تله‌نور صربستان (انگلیسی: Telenor Serbia) شرکت مخابرات صربستانی است، که در سال ۱۹۹۴ تأسیس شد.